# Lagarotis simulator
Lagarotis simulator är en stekelart som beskrevs av Heinrich 1952. Lagarotis simulator ingår i släktet Lagarotis och familjen brokparasitsteklar. Arten är reproducerande i Sverige. Inga underarter finns listade i Catalogue of Life.